# Prêmio Pulitzer para reportagem fotográfica
O Prémio Pulitzer para Reportagem Fotográfica é um dos prémios Pulitzer entregue anualmente na área do jornalismo.

Desde 2000 tem sido utilizado o nome de "furo de reportagem" ("breaking news" no original) embora seja considerado uma continuação do Prémio Pulitzer de Fotografia de Última Hora, que foi entregue de 1968 a 1999. Anteriormente a 1968, era entregue um prémio único para o foto-jornalismo, o Prémio Pulitzer de Fotografia, que foi substituído nesse ano pelos Prémio Pulitzer de Fotografia Spot News e o Prémio Pulitzer de Feature Photography.

## Vencedores do Prémio Pulitzer de Fotografia de Última Hora
Foram entregues 33 prémios de Fotografia de Última Hora em 32 anos, incluindo dois em 1977 (pelo trabalho de 1976).
- 1968: Rocco Morabito, Jacksonville Journal, por sua fotografia de electricistas de telefone "The Kiss of Life".
- 1969: Edward T. Adams, Associated Press, por sua fotografia " Execution Saigon ".
- 1970: Steve Starr, Associated Press, por sua foto notícias tomada em Cornell University, "Guns Campus".
- 1971: John Paul Filo, Valey Daily/Daily Dispatch, dos subúrbios de Pittsburgh de Tarento e Nova Kensington, por sua cobertura pictórica da tragédia Kent State University em 04 de maio de 1970.
- 1972: Horst Faas e Michel Laurent, Associated Press, por sua série de fotos, "Morte em Dacca".
- 1973: Huynh Cong Ut, Associated Press, por sua fotografia, "The Terror of War", retratando crianças em fuga de um bombardeio de napalm.
- 1974: Anthony K. Roberts, um fotógrafo freelance de Beverly Hills, Califórnia, por sua série de fotos, "Drama Hollywood Fatal", em que um suposto seqüestrador foi morto.
- 1975: Gerald H. Gay, Seattle Times, por sua fotografia de quatro exaustos bombeiros "Lull na Batalha".
- 1976: Stanley Forman, Boston Herald-American, por sua seqüência de fotografias de um incêndio em Boston em 22 de julho de 1975.
- 1977: Stanley Forman, Boston Herald-American, por sua fotografia The Soiling of Old Glory, que retrata Rakes Joseph atacando Theodore Landsmark - usando uma bandeira norte-americana como uma lança - durante uma manifestação de busing de desagregação em Boston City Hall.
- 1977: Neal Ulevich, da Associated Press, por uma série de fotografias de desordem e brutalidade nas ruas de Banquecoque.
- 1978: John H. Blair, um fotógrafo em missão especial para a United Press International, por uma fotografia de Tony Kiritsis segurando como refém um corretor de Indianapolis com uma arma.
- 1979: Thomas J. Kelly III, Pottstown Mercury, Pensilvânia, por uma série chamada "Tragédia em Sanatoga Road. "
- 1980: Jahangir Razmi, United Press International, para "Firing Squad no Irã". Em 2006, a identidade do fotógrafo foi revelada como sendo Jahangir Razmi.[1]
- 1981: Larry C. Price, Fort Worth Star-Telegram, por suas fotografias a partir de Libéria.
- 1982: Ron Edmonds, Associated Press, por sua cobertura da tentativa de assassinato de Reagan.
- 1983: Bill Foley, Associated Press, por sua série de fotos das vítimas e sobreviventes do massacre no acampamento de Sabra, em Beirute.
- 1984: Stan Grossfeld, Boston Globe, por sua série de fotografias que revelam os efeitos da guerra sobre o povo de Líbano.
- 1985: Fotografia pessoal, Register, Santa Ana, Califórnia, por sua cobertura da Olimpíada .
- 1986: Carol Guzy e Michel duCille, Miami Herald, por suas fotografias da devastação causada pela erupção do vulcão Nevado del Ruiz na Colômbia.
- 1987: Kim Komenich, San Francisco Examiner, para a sua cobertura fotográfica da queda de Ferdinand Marcos.
- 1988: Scott Shaw, Odessa American, por sua fotografia da criança Jessica McClure a ser resgatado do poço em que ela tinha caído.
- 1989: Ron Olshwanger, um fotógrafo freelance, para uma foto publicada no St. Louis Post-Dispatch de um bombeiro dando boca-a-boca a uma criança puxada de um edifício em chamas.
- 1990: Redacção fotográfica do Oakland Tribune, Califórnia, por suas fotografias de devastação causada pelo terramoto de Loma Prieta de 17 de outubro de 1989. A equipa do Oakland Tribune era composta por Tom Duncan, Angela Pancrazio, Estufa Pat, Pearman Reginald, Lee Mateus, Reyes Gary, Michael Macor, Riesterer Ron, Paul Miller, Roy H. Williams.
- 1991: Greg Marinovich, Associated Press, por uma série de fotografias de apoiantes da África do Sul do Congresso Nacional Africano a assassinar um homem que acreditavam ser um espião Zulu.
- 1992: Redacção, Associated Press, por fotografias da tentativa de golpe na Rússia e o subseqüente colapso do regime comunista.
- 1993: Ken Geiger e William Sneider, Dallas Morning News, por suas fotografias dos Jogos Olímpicos de Verão de 1992 em Barcelona .
- 1994: Paul Watson, Toronto Star, por sua fotografia, publicada em todo o mundo, do corpo de um soldado dos EUA arrastados por somalianos pelas ruas de Mogadíscio.
- 1994: Kevin Carter, por sua foto publicada no The New York Times "A Menina e o Abutre" Criticado por apenas ter espantado o abutre e não ajudar a criança, suicidou-se envenenado por monóxido de carbono em um local de sua infância por sentir-se deprimido.
- 1995: Carol Guzy, Washington Post, por sua série de fotografias que ilustram a crise no Haiti e suas conseqüências.
- 1996: Charles Porter IV, um freelancer, por sua fotografias tiradas após o atentado de Oklahoma City e distribuída pela Associated Press, mostrando uma vítima de um ano de idade, entregue e, em seguida, embalado por um bombeiro.
- 1997: Annie Wells, Imprensa Democrat, de Santa Rosa, Califórnia, por sua fotografia de um bombeiro que salva um adolescente de enchentes furiosas.
- 1998: Martha Rial, Pittsburgh Post-Gazette, por seus retratos de sobreviventes dos conflitos em Ruanda e Burundi.
- 1999: Redacção, Associated Press, pelo seu portefólio de imagens após a explosão da embaixada no Quênia e Tanzânia .